# Stanisław Sojka (duchowny)
Stanisław Sojka (ur. 5 kwietnia 1951 w Dąbrowie Tarnowskiej) – polski duchowny rzymskokatolicki, profesor teologii, wykładowca Uniwersytetu Papieskiego Jana Pawła II w Krakowie, kierownik Katedry Teologii Moralnej i Duchowości na Wydziale Teologicznym Sekcja w Tarnowie, Sekretarz Krajowy Duszpasterstwa Rolników przy Konferencji Episkopatu Polski, członek Rady Prezydenckiej ds. Nauki.

## Życiorys
Pochodzi z parafii Siedmiu Boleści Najświętszej Maryi Panny w Nieczajnie. Uczęszczał najpierw do Szkoły Podstawowej w Nieczajnie Górnej, a następnie do I Liceum Ogólnokształcącego w Dąbrowie Tarnowskiej. Po maturze wstąpił do Wyższego Seminarium Duchownego w Tarnowie. Święcenia kapłańskie otrzymał 1 czerwca 1975 roku z rąk biskupa Jerzego Ablewicza. W latach 1975–1980 pracował jako wikariusz, katecheta szkół średnich i kapelan szpitala w Sędziszowie Małopolskim. W 1975 roku uzyskał magisterium z teologii w zakresie filozofii teoretycznej Papieskiego Wydziału Teologicznego w Krakowie, dwa lata później dyplom ukończenia studiów magisterskich na Wydziale Teologicznym Katolickiego Uniwersytetu Lubelskiego w zakresie teologii biblijnej, natomiast w 1985 roku dyplom ukończenia studiów magisterskich na Wydziale Nauk Humanistycznych KUL w zakresie filologii klasycznej.
Studia specjalistyczne w zakresie teologii moralnej na Wydziale Teologicznym KUL uwieńczył stopniem doktora teologii w 1986 roku. W latach 1986–2000 kierował Wydziałem Duszpasterskim Kurii Diecezjalnej w Tarnowie. Od 1991 roku jest wykładowcą w Instytucie Teologicznym w Tarnowie (Uniwersytet Papieski Jana Pawła II w Krakowie sekcja w Tarnowie). Od 1994 roku był adiunktem tegoż wydziału. Habilitację uzyskał 23 czerwca 2006 roku w Papieskiej Akademii Teologicznej w Krakowie na podstawie publikacji pt. Contemplatio et imitatio Christi. Chrystologiczny wymiar kontemplacji i naśladowania duchowości chrześcijańskiej według współczesnego Nauczania Kościoła. Od października 2007 roku pełni funkcję kierownika Katedry Teologii Duchowości i Teologii Moralnej Uniwersytetu Papieskiego Jana Pawła II w Krakowie WTST, gdzie 21 września 2009 roku powierzono mu stanowisko profesora nadzwyczajnego. W 2014 r. otrzymał tytuł naukowy profesora nauk teologicznych.
Ks. prof. Sojka był członkiem Rady Naczelnej do Spraw KUL, delegatem Biskupa Tarnowskiego do Spraw KUL, diecezjalnym Koordynatorem Duszpasterskiej Akcji Katolickiej, dyrektorem Diecezjalnego Dzieła Powołań (1986–2000), Diecezjalnym Korespondentem Polskiego Radia i Biura Prasowego Episkopatu Polski, współorganizatorem spotkań z Ojcem Świętym w Polsce, postulatorem w sprawie beatyfikacji księdza rektora Romana Sitki i kanonizacji 108 polskich Męczenników.
Obecnie jest członkiem Diecezjalnej Komisji Kaznodziejskiej, Delegatem Biskupa Diecezjalnego do oceny ksiąg treści religijnej, diecezjalnym duszpasterzem i kapelanem policji (od 2000), członkiem Rady Naczelnej ds. KUL, Sekretarzem Krajowego Duszpasterstwa Rolników przy KEP (od 2001), członkiem Rady Prezydenckiej ds. Nauki (od 2009). W 1997 r. został Kanonikiem honorowym kapituły katedralnej w Tarnowie, a w 1999 r. otrzymał godność Kapelana Jego Świątobliwości. W 2024 został odznaczony Krzyżem Kawalerskim Orderu Odrodzenia Polski za całokształt pracy i społecznego zaangażowania.

## Odznaczenia i nagrody
- złota odznaka za ofiarną pomoc dla KUL i kultury chrześcijańskiej w Polsce (1998)
- medal „Pro Cultura Hungarica” przyznany przez ministra Oświaty i Nauki Republiki Węgierskiej za szerzenie kultury węgierskiej w Polsce (1999)
- wyróżnienie abpa Mariana Jaworskiego Metropolity Lwowskiego za organizację przyjazdu wiernych z archidiecezji lwowskiej na uroczystości kanonizacyjne bł. Kingi w Starym Sączu (1999)
- wyróżnienie Biskupa Tarnowskiego za organizację pielgrzymki Ojca Świętego do Starego Sącza (1999)
- medal od Starosty Tarnowskiego „Za odwagę i trud ratowania ludzkiego życia i niesienia pomocy podczas powodzi” (2001)
- medal za zasługi dla Katolickiego Uniwersytetu Lubelskiego przyznany przez Senat Akademicki KUL w dowód wdzięczności za ofiarną i bezinteresowną pracę na rzecz KUL oraz za szerzenie idei KUL (2002)
- odznaczenie za organizację Ogólnopolskich Dożynek Jasnogórskich oraz sympozjów naukowych na temat rolnictwa i rozwoju wsi (2004)
- medal nadany przez Urząd Marszałkowski Województwa Śląskiego za organizację sympozjów na temat dziedzictwa duchowego i kulturowego polskiej wsi (2010)
- wyróżnienie Starosty Tarnowskiego za działalność duszpasterską i naukową wśród Służb Mundurowych (2010)
- nagroda Rektora UPJPII za osiągnięcia w pracy naukowo-dydaktycznej i organizacyjnej (2011)
- nagroda Marszałka Województwa Śląskiego za organizację sympozjów o ochronie środowiska naturalnego (2011)[6]
- odznaka za zasługi dla Związku Żołnierzy Wojska Polskiego (2018)[7]
- Krzyż Kawalerski Orderu Odrodzenia Polski (2024)[5]
- Nagroda im. ks. bp. Romana Andrzejewskiego (2024)[8]

## Wybrane publikacje
- Modlitewnik Limanowski, Kraków 1988.
- Modlitewnik Czarnopotocki, Tarnów 1999
- Ideał życia kapłańskiego w świetle pism Świętego Grzegorza Wielkiego, Lublin 2003
- Duchowość bł. Romana Sitki. Życie-cnoty-męczeństwo, Kraków 2006
- Chrześcijański sens cierpienia, Kraków 2011
- Fides et vita Christiana. Podstawowa rola wiary w życiu chrześcijańskim w świetle posoborowej literatury teologicznej, Kraków 2013
- Rola nadziei w życiu chrześcijańskim, Kraków 2013
- Oto siewca wyszedł siać Mt 13,3: kazania do rolników w roku liturgicznym, Tarnów 2016
- Stefania Łącka. Droga do świętości, Tarnów 2019[6]